# Nintendo Postbox
Nintendo Postbox (いつの間に交換日記?, Itsu no Ma ni Kōkan Nikki), conosciuto anche come Swapnote negli Stati Uniti, è un'applicazione di messaggistica gratuita sviluppata da Nintendo SSD e Denyu-sha e pubblicata da Nintendo in esclusiva per Nintendo 3DS il 22 dicembre 2011 sul Nintendo eShop. È il successore spirituale di PictoChat del 2004. 
Il servizio SpotPass di Nintendo Postbox è stato chiuso il 31 ottobre 2013, dopo che Nintendo ha ricevuto numerose lamentele che alcuni utenti mandavano messaggi inappropriati tramite il servizio. L'applicazione attualmente funziona soltanto per l'invio di messaggi tramite StreetPass.

## Modalità di gioco
Nintendo Postbox è un software che permette di scambiare messaggi, chiamate "lettere", attraverso il servizio online SpotPass e quello locale StreetPass. Il giocatore può anche inserire disegni, suoni e fotografie all'interno delle lettere e usare la funzione 3D della console. È possibile scrivere solo fino a un massimo di 4 pagine per lettera. È possibile inviare una lettera anche a più amici contemporaneamente.

### Nikki
Nikki è un personaggio immaginario che funge da mascotte di Nintendo Postbox e guida per il giocatore. Dal 3 gennaio 2012, il Mii di Nikki potrà essere salvato nel Centro di creazione Mii attraverso la Piazza Mii StreetPass o via codice QR.

## Sviluppo
Nintendo Postbox venne sviluppato da Nintendo System Development in collaborazione con Denyu-sha. L'applicazione venne distribuita il 21 dicembre 2011 in Giappone e il giorno seguente nel resto del mondo.
Il 5 luglio 2012 venne distribuito un aggiornamento che permette di aggiungere all'inchiostro nero anche inchiostri di diverso colore come l'arancione, il rosso, il celeste, il viola e il verde. L'11 aprile 2013, Nintendo distribuì un altro aggiornamento per permettere di registrare audio o fare foto direttamente dall'applicazione, annullare alcune modifiche e usare diversi colori per ogni pagina. Il 15 dicembre 2020 venne distribuito un ultimo aggiornamento.

### Interruzione del servizio SpotPass
Il 31 ottobre 2013, Nintendo interruppe il servizio SpotPass per l'applicazione dopo che alcuni utenti in Giappone inviarono lettere inappropriate con contenuti pornografici a minori. Anche il servizio dedicato alle "lettere speciali" di Nintendo venne sospeso. L'azienda pubblicò delle scuse per le persone che avevano usato l'applicazione in modo consono.

## Accoglienza
| Testata       | Giudizio |
| ------------- | -------- |
| Nintendo Life | 7/10     |

Nintendo Postbox è stato accolto abbastanza positivamente dalla critica. Jack Fabris di The Tanooki è rimasto sorpreso della funzionalità di poter inserire immagini e audio nelle lettere e l'ha apprezzata. James Newton di Nintendo Life l'ha trovata "affascinante e molto divertente", apprezzando anche lui le nuove funzionalità rispetto PictoChat.

## Eredità
Nikki è diventato un personaggio molto popolare tra i fan di Nintendo. L'azienda ha pubblicato nel 2015 un videogioco ispirato a lei chiamato Nikki no Tabisuru Quiz (ニッキーの旅するクイズ?, Nikkī no tabi suru kuizu) in Giappone. Nikki è apparsa anche in Super Mario Maker. Nikki è stata aggiunta anche in Super Smash Bros. Ultimate come "Trofeo d'Assistenza" e "Spirito" collezionabile. Il personaggio ha influenzato anche il nemico "Ikki" di Shantae: Half-Genie Hero.

### Pictoposta
Pictoposta (イラスト交換日記?, Irasuto Kōkan Nikki), conosciuto anche come Swapdoodle negli Stati Uniti, è il seguito di Nintendo Postbox sviluppato sempre da Nintendo e pubblicato il 17 novembre 2016. Riprende tutte le funzionalità di Postbox, tranne la possibilità di inserire foto e audio alle lettere per StreetPass, aggiungendo però delle lezioni di disegno, timbri e altre nuove funzionalità. È possibile inserire nelle lettere anche stemmi ottenuti da Nintendo Badge Arcade.
Pictoposta ha ricevuto anche contenuti scaricabili a pagamento che aggiungevano nuovi colori, note e altre lezioni. In alcune regioni, i contenuti scaricabili erano ottenibili come premi del programma My Nintendo via punti platino. Dopo la chiusura del Nintendo eShop del 3DS, non è stato possibile scaricare tali contenuti. Il servizio di SpotPass è stato chiuso insieme al Nintendo Network l'8 aprile 2024.